# Nadia Khiari
Nadia Khiari (sinh ngày 21 tháng 5 năm 1973) là một họa sĩ truyện tranh, họa sĩ, nghệ sĩ graffiti và giáo viên nghệ thuật người Tunisia. Cô nổi tiếng với các biên niên sử và các bộ sưu tập phim hoạt hình về Arab Springs, đặc biệt là nhân vật mèo Willis của cô, được mệnh danh là "Con mèo của cuộc cách mạng" trong một số nguồn.

## Nền tảng học vấn
Về mặt học thuật, Khiari tốt nghiệp Khoa Nghệ thuật Nhựa ở Aix-en-Provence, Pháp và giảng dạy nghệ thuật tại Khoa Mỹ thuật ở Tunis. Vào năm 2013, cô đã nhận được Docteur Honoris Causa từ Đại học Liège.

## Mùa xuân Ả Rập
Tác phẩm của Khiari đã được xuất bản trên Siné Mensuel, Courrier International và Zelium. Trong lời chỉ trích của nhà lãnh đạo đã bị phế truất, Ben Ali, cô đã tạo ra một nhân vật hoạt hình, một con mèo tên Willis, vào tháng 1 năm 2011, như một cửa hàng trên Facebook để nói lên cảm xúc của cô về Mùa xuân Ả Rập, và hiện cô có hơn 41.000 người theo dõi. Cô thú nhận rằng cô rút ra "để giảm nhiệt cho những tình huống nhất định". Do các chính sách nghiêm khắc của chế độ Ali về chỉ trích, để tránh bị tống vào tù, cô đã cẩn thận "học cách lừa, đề nghị thay vì nói". Cô đã nói về tác phẩm nghệ thuật của mình và cuộc cách mạng: "Đối với tôi đó không phải là một công việc. Đó là một sự tự do. Giống như tôi được sinh ra. Trước cuộc cách mạng, tôi là một thây ma. Tôi nghĩ, nhưng tôi không thể thể hiện bản thân mình. Vì vậy, tôi đã không cảm thấy như tôi còn sống. Với cuộc cách mạng tôi sinh ra, như một đứa bé. Tiếng hét đầu tiên của tôi là bản vẽ của tôi. Và bây giờ đối với tôi đó là một cuộc cách mạng trong nghệ thuật của tôi, hoàn toàn. Cuối cùng tôi cũng có thể thể hiện bản thân và nói những gì tôi nghĩ và chỉ trích chính phủ. Đối với tôi cuối cùng tôi cũng có thể thực hiện được đam mê của mình: phim hoạt hình. "  Bên cạnh phim hoạt hình của mình, Khiari còn được biết đến với công việc là một nghệ sĩ graffiti.

## Sự chào mừng
Khiari đã nhận được sự hoan nghênh đáng kể cho tác phẩm nghệ thuật của mình. Cô đã được trao Giải thưởng Honoré Daumier trong cuộc họp quốc tế lần thứ hai về Hoạt hình vì hòa bình ở Caen (2012), Giải thưởng quốc tế Satire ở Forte dei Marmi (2014) và Giải thưởng Agora Med cho Đối thoại liên văn hóa ở Địa Trung Hải (2015). Năm 2016, cô được vinh danh là một trong số 100 Women của BBC. Vào tháng 9 năm 2016, cô đã trình diễn công việc của mình tại Lễ hội Le Monde.